# Kyahan

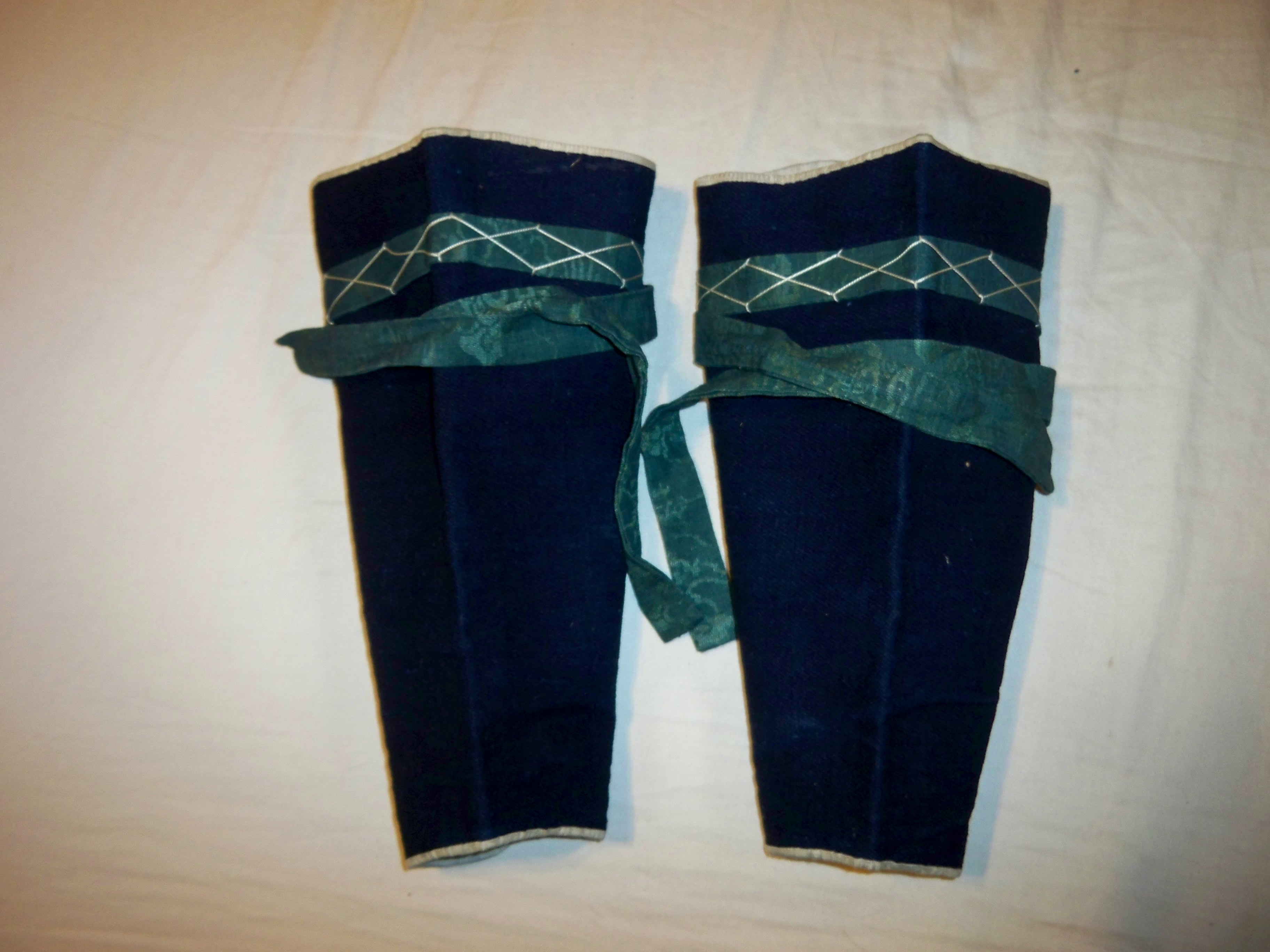
Anciennes kyahan japonaises (samouraï).

Les kyahan (脚絆（きゃはん）) sont des jambières de toile portées par la classe des samouraïs et leurs serviteurs dans le Japon féodal. En japonais, le mot est également utilisé pour désigner les guêtres des soldats occidentaux.

## Description
Les kyahan sont portés comme rembourrage sous l'armure du tibia des samouraïs (suneate). Certains types de kyahan peuvent être couverts avec une armure de chaîne (kyahan kusari ou kyahan suneate). Ils sont portés comme protection par les fantassins ashigaru ou les samouraïs et contre le froid, les insectes et les herbes des sous-bois par les voyageurs ordinaires.
Les kyahan sont souvent en lin mais d'autres matières telles que le coton peuvent être utilisées selon la saison. Lorsque les kyahan sont noués, les cordons intérieurs sont plus courts que ceux de l'extérieur; il convient également que les cordons soient attachés sur le côté intérieur des jambes au lieu de la face avant ou de la zone extérieure. Cela permet d'éviter l'inconfort lorsque les raides suneate (protège-tibias) sont placés sur le kyahan.

## Source de la traduction
- (en) Cet article est partiellement ou en totalité issu de l’article de Wikipédia en anglais intitulé « Kyahan » (voir la liste des auteurs).